# Lechenaultia aphylla
Lechenaultia aphylla är en tvåhjärtbladig växtart som beskrevs av D.A. Morrison. Lechenaultia aphylla ingår i släktet Lechenaultia och familjen Goodeniaceae. Inga underarter finns listade i Catalogue of Life.